# Robert von Zimmermann

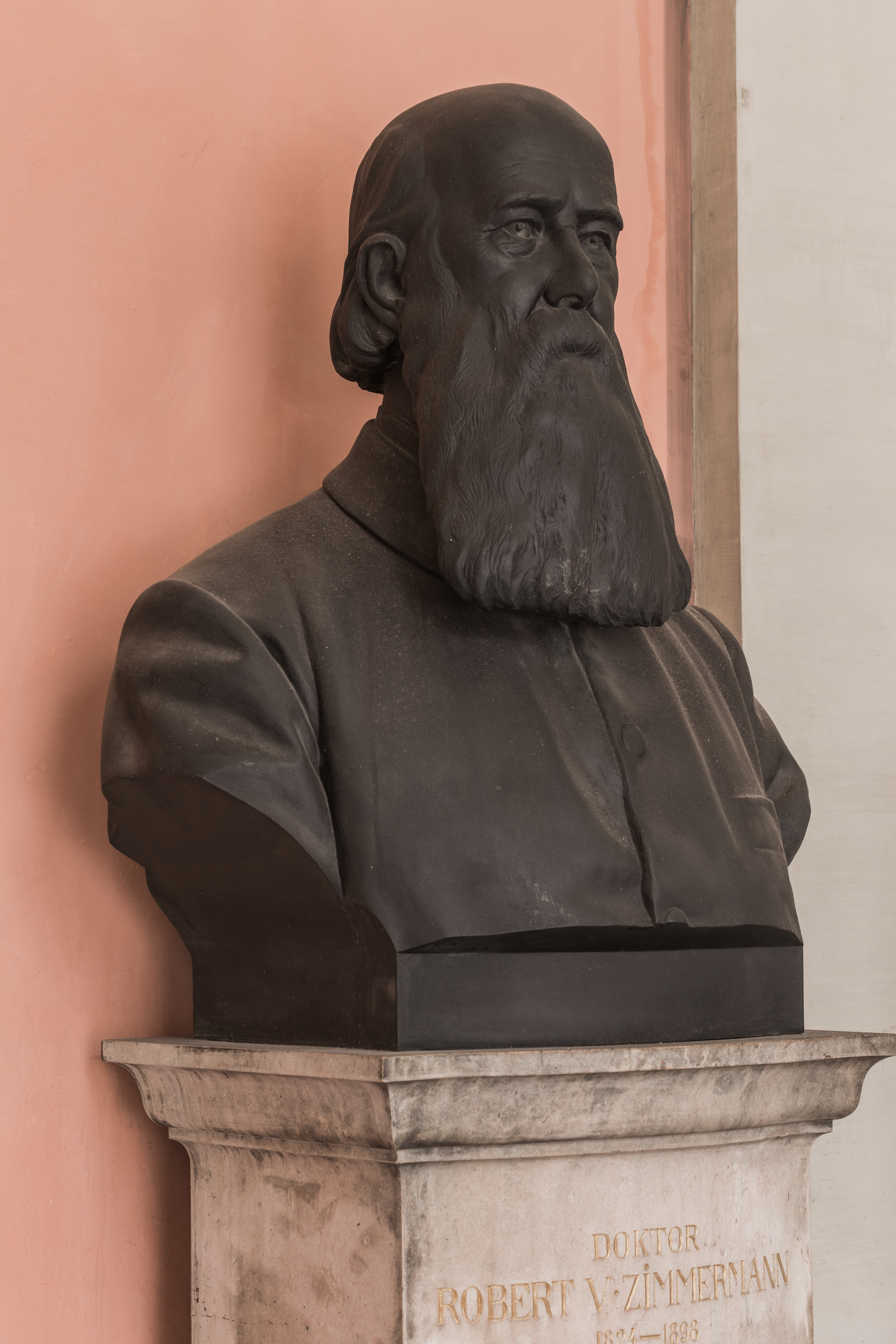
Busta Roberta von Zimmermanna (tmavý bronz) v arkádovém nádvoří Vídeňské univerzity, dílo Edmunda Klotze (1855-1929), odhalena v roce 1916

Robert von Zimmermann (2. listopadu 1824, Praha – 1. září 1898, Vídeň) byl česko-rakouský filozof.

## Život
Jeho otcem byl pražský básník, filozof a gymnaziální profesor Johann August von Zimmermann. Robert vystudoval Malostranské gymnázium, a pak se na pražské univerzitě zapsal ke studiu práv. Avšak známý pražský filozof Bernard Bolzano, blízký přítel rodiny Zimmermannových, ho přemluvil k přestupu na filozofii. Sám Bolzano dal Robertovi lekce v matematice. Na škole byl zejména žákem Franze Friedricha Exnera. Bolzano na něj měl však zásadní vliv. V pozdějších letech došlo dokonce ke kuriózní situaci, kdy Roberta jeho velký nepřítel, prof. Löwe, obvinil z plagiátorství - celé dlouhé pasáže z Bolzanova Vědosloví měl obsahovat Zimmermannův spis Filozofická propedeutika z roku 1852. Možná však tímto způsobem chtěl Zimmermann jen zachránit část díla svého velkého učitele, který byl v té době zakázaným autorem.
Vzdělání si rozhodl rozšířit ve Vídni. Na Vídeňské univerzitě si zapsal fyziku, chemii a astronomii. V roce 1846 získal ve Vídni doktorát filozofie. V letech 1847–1849 byl asistentem na vídeňské hvězdárně, ale astronomie se nakonec jeho hlavním zájmem nestala. V roce 1849 byl na Vídeňské univerzitě jmenován soukromým docentem filozofie. V letech 1849–1851 učil na univerzitě v Olomouci, kde získal pozici mimořádného profesora filozofie. Roku 1852 se vrátil do rodné Prahy, stal se zde řádným profesorem filozofie na pražské univerzitě. Dotáhl to až na pozici děkana filozofické fakulty. V Praze působil do roku 1861. Zapojil se v Čechách i do jiných institucí, roku 1854 byl například zvolen mimořádným členem Královské české společnosti nauk. Na půdě této akademie přednesl a následně vydal 11 prací. Ovlivnil české prostředí i jinak – Dastichovi a Durdíkovi pomáhal při vytváření českého filozofického pojmosloví. Dastich byl jeho žákem, stejně jako Tomáš Garrigue Masaryk.
Roku 1861 se však vrátil do Vídně. Byl na místní univerzitě totiž jmenován řádným profesorem filozofie. Učil v letech 1861–1895. Roku 1870 byl jmenován vládním radou, v roce 1874 dvorním radou. V letech 1876–1877 byl děkanem filozofické fakulty, v letech 1886–1887 rektorem univerzity. Roku 1869 se stal řádným členem císařské Akademie věd. Publikoval v akademii 23 prací.

## Dílo
Svou filozofii opíral o Johanna Friedricha Herbarta a jeho protihegelovské pojetí. Podobně jako on zabýval se Zimmermann zvláště estetikou. K vrcholným patří jeho práce Dějiny estetiky jako filozofická věda (1858) a Obecná estetika jakožto věda o formě (1865). Z Herbartových pěti mravních idejí Zimmermann odvodil pět všeobecných estetických forem. Svůj filozofický model člověka a světa představil v práci Antroposofie – nástin systému ideálního světového názoru na realistickém základě (1882).